# خودشب‌تابی

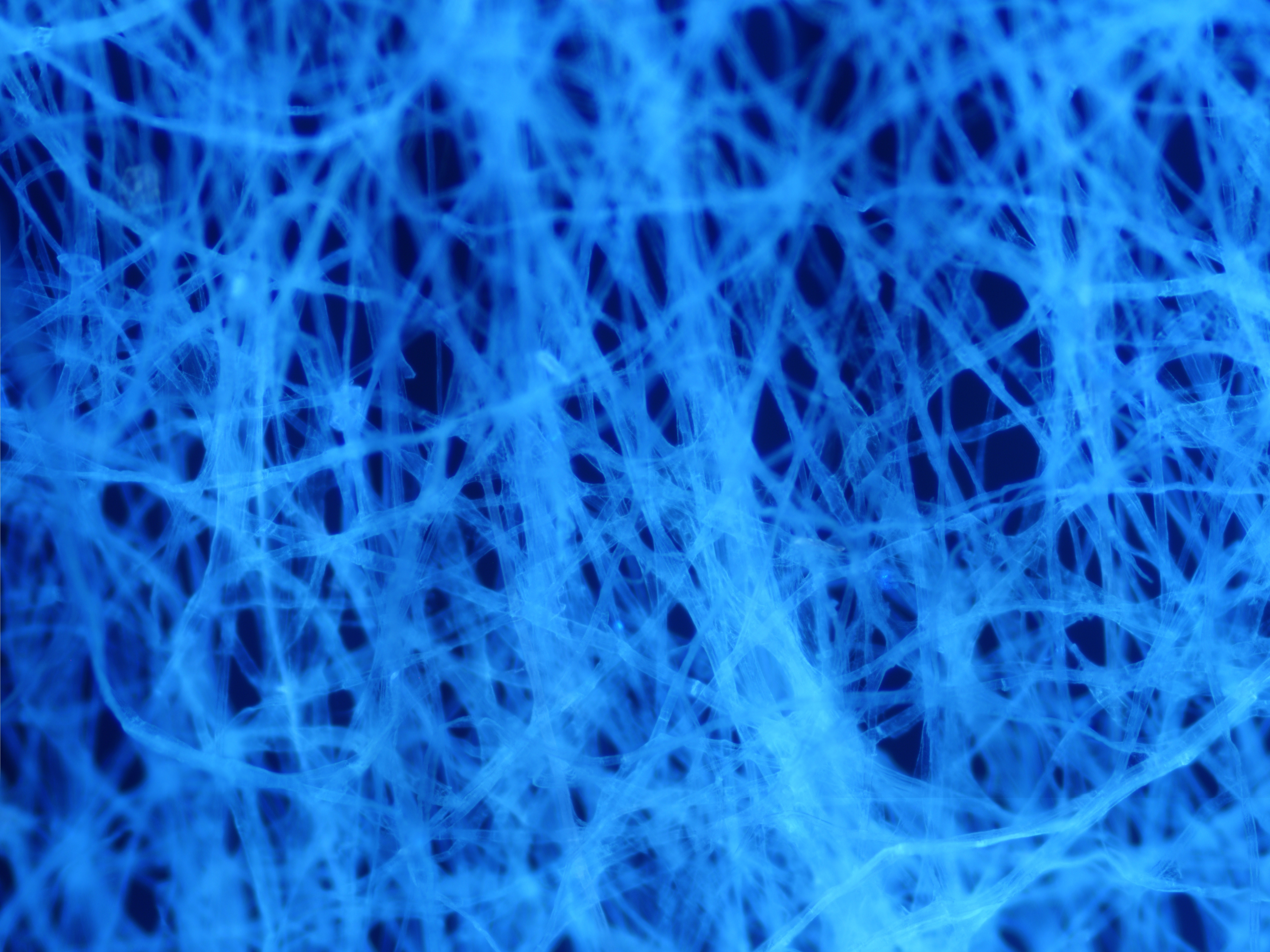
عکاسی ریزنگاری کاغذ تحت تابش فرابنفش

خودشب‌تابی (به انگلیسی: Autofluorescence) یا اتوفلورسانس، فرستادن طبیعی نور توسط ساختارهای بیولوژیکی همچون میتوکندری و لیزوزوم در زمانی است که نور را جذب می‌کنند. متداول‌ترین مولکول‌های خودشب‌تابی نیکوتین‌آمید آدنین دی‌نوکلئوتید فسفات و گروه فلاوین هستند. ماتریکس برون‌یاخته‌ای نیز به دلیل خواص ذاتی کلاژن و الاستین، می‌تواند به خودشب‌تابی کمک کند. پروتئین‌های حاوی مقادیر زیادی از آمینو اسید، تریپتوفان، فنیل‌آلانین و تیروزین معمولاً مقداری از اتوفلورسانس را نشان می‌دهند. اتوفلورسانس همچنین در مواد غیر بیولوژیکی موجود در بسیاری از کاغذها و منسوجات نیز رخ می‌دهد. فلورسانس خودکار در اسکناس‌های ایالات متحده به عنوان وسیله‌ای برای تشخیص ارزهای تقلبی از ارزهای معتبر، کاربردی است.
در برخی مواقع، اتوفلورسانس ممکن است در واقع، ساختارهای مورد نظر را روشن کند یا به عنوان یک شاخص تشخیص مفید عمل کند به عنوان مثال، اتوفلورسانس سلولی می‌تواند به عنوان یک شاخص سمیت سلولی بدون نیاز به افزودن نشانگرهای فلورسنت استفاده شود. همچنین اتوفلورسانس پوست انسان را می‌توان برای اندازه‌گیری سطح محصولات گلیکاسیون پیشرفته که در مقادیر بیشتری می‌توانند در طول چندین بیماری وجود داشته باشند، استفاده کرد